# Єфраїмки
Єфраїмки, єфраїміти — 1) назва монет, що карбувалися за наказом прусського короля Фрідріха II (1740–86) на зразок тогочасних польсько-саксонських номіналів — тимфів, ортів, шостаків та ін. Емісію єфраїмок здійснювало банківське товариство Єфраїм–Ітціг на монетних дворах у містах Кенігсберг (нині Калінінград, Росія), Штеттін (нині м. Щецин) та Бреслау (нині м. Вроцлав, обидва Польща). За зовнішнім оформленням вони нагадують монети короля Польщі та курфюрста Саксонії Августа III Саксонського, але мають легенду з іменем та титулом Фрідріха II. Якісно єфраїмки були значно гіршими від польсько-саксонських номіналів;
2) назва фальшивих монет, що карбувалися впродовж 1757–62 років на монетному дворі в міста Лейпциг (нині місто у Німеччині) під час окупації Саксонії прусськими військами за часів Семилітньої війни 1756–1763. Емісію здійснювало товариство Єфраїм–Ітціг. При цьому широко використовувалися монетні штемпелі Августа III Саксонського. Найпоширенішими серед цього виду єфраїмок були золоті августодори, що дорівнювали 5-ти талерам. Карбувалися вони із золота 7-каратної проби замість 23,5-каратної. Випускалися також маловартісні тимфи, орти, шостаки та інші срібні монети. Завдяки фальшуванню польських монет Фрідріх II отримував значні прибутки, що за 1756–63 роки склали величезну на той час суму – 25 млн талерів. У середині 18 ст. єфраїмки були поширені на грошовому ринку українських земель.